# Malachia De Cristoforis
Malachia De Cristoforis (Milano, 9 novembre 1832 – Milano, 28 dicembre 1915) è stato un patriota, medico e politico italiano.
Fu deputato e poi senatore al Senato del Regno (Italia).

## Biografia
Nacque a Milano da una nobile famiglia di origini varesine. Il padre Giovanni Battista, abitava al tempo della sua nascita nell'attuale Via Manzoni 31, dove morì nel 1838, quando Malachia aveva appena 6 anni. La madre Adelaide Rota Vezzoli, oltre a lui crebbe altri otto figli, nel 1839 lo mette in collegio all'Istituto Boselli, molto rinomato all'epoca per la sua disciplina. Giovanni Visconti Venosta, anche lui allievo dell'istituto, così lo descrive nei suoi ricordi: magro, pallido, due grandi mani gonfie, rosse per i geloni e sanguinolenti..
A 16 anni partecipa indirettamente alle Cinque giornate di Milano, aiutando la madre a fondere in cucina i proiettili di piombo, mentre il fratello maggiore Carlo combatteva sulle barricate.
Dopo aver superato brillantemente gli esami come privatista nel Liceo di Porta Nuova, nel novembre del 1850 si iscrive all'Università di Pavia al primo corso di Medicina. Gli anni dell'Università furono cruciali per il suo sviluppo umano e professionale, tra i suoi professori ci furono, Teodoro Lovati, Bartolomeo Panizza, Angelo Vittadini, Luigi Scarenzio, Antonio Pignacca, Francesco Flarer e Camillo Platner.
Il 25 aprile 1856 si laurea brillantemente in medicina, con una tesi sulle deviazioni uterine e la loro cura, e il seguente 6 agosto si laurea in chirurgia.
Nel 1859 si arruola volontario nei Cacciatori delle Alpi di Giuseppe Garibaldi ed è ufficiale medico nel corpo sanitario diretto da Agostino Bertani nella seconda guerra d'indipendenza.
Il 27 maggio 1859, nella battaglia di San Fermo, si vide morire tra le braccia il fratello Carlo, che non vedeva dal 1853, quando a seguito dei moti di Milano del 1853, fu costretto a fuggire all'estero.
Nel 1860, non riuscì ad imbarcarsi con Garibaldi da Quarto, ma lo seguì con la spedizione Medici del 10 giugno, e fu il braccio destro di Bertani, organizzatore della spedizione.
Nella battaglia di Milazzo del 25 luglio fu in prima linea, vide dalle ambulanze la fine di circa 600 uomini, e nella battaglia del Volturno, si guadagnò la medaglia d'argento al valore militare, salvando due feriti sul campo di battaglia insieme a Jessie White.
Nella Campagna del 1866 fu ancora con Garibaldi, come capitano medico del corpo sanitario ancora diretto da Agostino Bertani, e meritò un'altra medaglia, dell'Ordine militare di Savoia, fu l'ultima impresa militare a cui prese parte.
Nel 1866 venne nominato medico aiutante all'Ospedale Maggiore di Milano e nel 1867 medico primario, dopo un regolare concorso.
Nel 1868 pubblicò presso l'editore Vallardi un importante lavoro di traduzione del trattato di ginecologia dell'inglese Charles West, arricchendolo di precisazioni, aggiunte e disegni non presenti nel testo inglese. Il volume fu dedicato a Salvatore Tommasi, celebre clinico napoletano contrario a tutti i dogmatismi che fino ad allora avevano operato in ginecologia.
Nel 1873 si dimise dall'Ospedale Maggiore, per operare in proprio.
Nel 1875 divenne direttore degli Annali universali di medicina, che diresse fino al 1878.
Nel 1875, in data 22 gennaio, è costruito presso il Cimitero Monumentale il primo crematorio d'Europa, voluto dalla Massoneria in contrasto con le autorità ecclesiastiche che invece osteggiavano aspramente quella pratica. Malachia De Cristoforis sarà nominato Presidente della Società di cremazione, fondata nel 1876.
Nel 1883 divenne libero docente di medicina nell'Università di Napoli.
Nel 1898 partecipò alla fondazione del giornale milanese Il Tempo, di indirizzo democratico radicale, del quale fu azionista.
Dal 1890 al 1897 diresse il Giornale delle levatrici.
Nel 1906 presiedette il primo convegno internazionale per le malattie del lavoro, che si svolse a Milano, durante il quale furono poste le basi per la istituzione della Commissione internazionale per le malattie professionali, della quale fu presidente, con Luigi Devoto come vicepresidente.
Nel 1907 presiedette il primo convegno nazionale delle malattie del lavoro, a Palermo.
Morì a Milano il 28 dicembre 1915.

## Associazioni
Fu presidente, membro o sostenitore di numerose associazioni:
- presidente della Società di Cremazione, fondata a Milano nel 1876;
- presidente della Opera pia per la cura climatica gratuita degli alunni poveri delle scuole di Milano;
- presidente della Società dei reduci delle patrie battaglie di Milano;
- presidente dei Comitato centrale di propaganda per la ricerca della paternità e la tutela dei figlì illegittimi;
- membro del Consiglio provinciale di sanità e contribuì a fondare la prima clinica del lavoro, presso gli istituti clinici di perfezionamento di Milano;
- sostenitore della Lega contro l'alcoolismo.

## Politica
Fu una figura di primissimo piano nella vita sociale e politica di Milano. Nel 1861 fu candidato alle elezioni amministrative, sostenuto dal partito democratico. Nel giugno 1886 si candidò al Parlamento nel collegio elettorale di Varese e Como, ma non fu eletto. Entrò in Parlamento con la XIX Legislatura, alle elezioni del giugno del 1895, alle quali si presentò con un programma democratico radicale, nel III collegio di Milano e nel ballottaggio prevalse sul suo avversario. Fu sulle posizioni dei democratici, che raccoglievano gli uomini fedeli agli ideali della Sinistra e della tradizione garibaldina e i radicali di Felice Cavallotti.
Fu nuovamente eletto nelle XX Legislatura e XXI Legislatura e lasciò poi la Camera dei deputati nel 1904.
In Parlamento presentò alcune proposte di legge: nel 1897 sul riordinamento dell'istruzione media; nel 1902 sul contributo scolastico, sull'insegnamento primario e sull'avocazione alle province dell'amministrazione delle scuole elementari pubbliche. Contribuì anche alla legge sull'istruzione del 1911 ed ebbe dal governo la medaglia d'oro dei benemeriti della Pubblica Istruzione.
Nella XXII Legislatura, il 3 dicembre 1905, fu nominato senatore del Regno per la 3ª categoria.
Rilevante fu pure il suo ruolo nel Consiglio comunale di Milano, soprattutto negli anni della amministrazione democratica, dove dal 1889 al 1904 fu assessore nella giunta guidata dal sindaco Giuseppe Mussi.
La sua posizione alla guida della massoneria milanese ebbe un'influenza sulle sue posizioni politiche.

## Massoneria
Fu iniziato in Massoneria il 12 agosto 1875 nella Loggia "La Ragione" di Milano, all'Obbedienza del Grande Oriente d'Italia.
In reazione alle posizioni politiche moderatiste del gran maestro del Grande Oriente d'Italia Ernesto Nathan, che si era distanziato dai repubblicani e aveva vietato alle logge di intervenire in forma ufficiale ai congressi dei liberi pensatori, Malachia De Cristoforis, maestro venerabile della Loggia "Cisalpina" di Milano, fondò con altre logge del nord Italia (milanesi, lombarde, bergamasche) il "Grande Oriente Italiano" di Milano, che arriverà presto a contare una cinquantina di Logge e che il 24 aprile 1898 sarà riconosciuto ufficialmente dal "Grande Oriente di Francia", il quale romperà le relazioni col "Grande Oriente d'Italia". È nelle logge del "Grande Oriente Italiano" che "matureranno gli accordi che permetteranno la nascita di giunte di sinistra e la vittoria elettorale alle elezioni politiche del 1900 e, successivamente, i blocchi popolari." Le logge del "Grande Oriente Italiano" si riunificheranno con quelle del "Grande Oriente d'Italia" nel 1905, sotto il nuovo gran maestro Ettore Ferrari, "spostando tutta la massoneria su posizioni molto più avanzate politicamente, come già si vide l'anno successivo." Ricomposta l'unione, sei anni più tardi fu nominato presidente del Rito simbolico italiano e gran maestro onorario dell'Ordine.

## Omaggi
- Un busto dello scultore Grazio Grossoni (1867-1952), collocato sopra il portale della sala del Tempio Centrale del Crematorio del Cimitero monumentale di Milano, ricorda la sua memoria.
- Dopo la sua demolizione nel 1935, il comune di Milano decise di dedicare alla famiglia de Cristoforis, che aveva costruito a sue spese la prima galleria, un nuovo passaggio, fra Corso Vittorio Emanuele II e via San Pietro all'Orto, chiamato Galleria de Cristoforis.

## Opere di Malachia De Cristoforis
- Delle deviazioni uterine e della loro cura meccanica, Pavia, 1856 (tesi di laurea).
- "La resezione pubica sottoperiostea sostituita alle più gravi operazioni ostetriche", in: Annali universali di medicina, CLXV, 1858, pp. 509–534; CLXVII, 1859, pp. 15–59 e 446-447.
- "Dell'importanza del periostio nella rigenerazione delle ossa, nella patologia e chirurgia loro", in: Annali universali di medicina, CLXXX, 1862, pp. 509–525; CLXXXI, 1862, pp. 3–74.
- "Malattie del circolo e del respiro per l'azione meccanica della gravidanza. Osservazioni di clinica ostetrica", in: Annali universali di medicina, CLXXXV, 1863, pp. 49–162.
- "La medicina ostetrica e la ginecologia nell'Ospitale Maggiore di Milano", in: Annali universali di medicina, CXCIV, 1865, pp. 374–394.
- "Rendiconto clinico per gli anni solari 1862-63-64 e pel I semestre 1865", in: Annali universali di medicina, CXCIX, 1867, pp. 58–175.
- Le malattie delle donne. Trattato clinico, Milano, 1881 (seconda edizione ampliata 1885).
- La verifica dei poteri parlamentari: studio critico e proposta, Milano, 1893.